# كارثة مطار مدريد
كارثة مطار مدريد هي كارثة جوية حدثت في 7 ديسمبر 1983 عندما أصطدمت طائرة بوينغ 727-256 التابعة للخطوط الجوية الأيبيرية الرحلة 350 بطائرة ماكدونل دوغلاس دي سي-9-32 التابعة لأفياكو الرحلة 134 في مطار مدريد باراخاس الدولي في مدريد الذي يقع في إسبانيا وقتل في الحادث 93 شخصا (51 شخصا علي متن طائرة بوينغ 727-256 و42 شخصا في طائرة ماكدونل دوغلاس دي سي-9-32) ويعتبر أسوء حادث طيران في إسبانيا وقد أصطدم الجناح الأيسر والعجلات الأيسر لطائرة بوينغ 727 بقسم الركاب لطائرة ماكدونل دوغلاس دي سي-9.

## وصلات خارجية
- Final report( نسخة محفوظة 24 سبتمبر 2015 على موقع واي باك مشين.) (بالإنجليزية)
- Final report( نسخة محفوظة 24 سبتمبر 2015 على موقع واي باك مشين.) (بالإسبانية)
- Iberia Airlines Flight 350 at AirDisaster.com (بالإنجليزية)
- Aviaco Flight 134 at AirDisaster.com

(بالإنجليزية)